# بطل (فلم 2021)
بطل (بالفارسية: قهرمان) هو فيلم إيراني من إخراج أصغر فرهادي وبطولة أمير جديدي ومحسن تنابنده.

## وصلات خارجية
- مقالات تستعمل روابط فنية بلا صلة مع ويكي بيانات